# Матків (гміна)
Ґміна Маткув — колишня (1934–1939 рр.) сільська ґміна Турківського повіту Львівського воєводства Польської республіки. Центром ґміни було село Матків.
Ґміну Маткув було утворено 1 серпня 1934 р. у межах адміністративної реформи в II Речі Посполитій із дотогочасних сільських ґмін: Гусне Ніжне, Гусне Вижне, Івашковце, Красне, Кривка, Маткув, Мохнате.
Гміна ліквідована в 1940 р. у зв’язку з утворенням Боринського району.